# リン郡区 (アイオワ州シーダー郡)
リン郡区は、アメリカ合衆国、アイオワ州、シーダー郡にある17の郡区の一つである。2000年の国勢調査で、人口は201人だった。

## 地理
リン郡区は、50.7平方キロメートル（19.58平方マイル)で、組み込まれた自治体(incorporated settlements)はない。
アメリカ地質調査所によると、この郡区はAchey and Masonの2つの霊園が含まれる。